# Leningrad Cowboys Go America
Pour plus de détails, voir Fiche technique et Distribution.
Leningrad Cowboys Go America est un film finlandais réalisé par Aki Kaurismäki, sorti en 1989.

## Synopsis
Les Leningrad Cowboys, un groupe affublé d'impressionnantes bananes et de longues chaussures pointues, répètent dans la toundra où personne n'apprécie leur style de musique. En raison de leur manque de talent ils décident de partir aux États-Unis, où, leur dit-on, les gens aiment n'importe quoi. Arrivés en Amérique ils parcourent le territoire, jouant ici et là, exploités par leur manager Vladimir, et devant faire face à de nombreux déboires.

## Fiche technique
- Titre : Leningrad Cowboys Go America
- Réalisation : Aki Kaurismäki
- Scénario : Aki Kaurismäki, Sakke Järvenpää (fi) et Mato Valtonen (en)
- Production : Aki Kaurismäki et Katinka Faragó
- Musique : Mauri Sumén
- Photographie : Timo Salminen
- Montage : Raija Talvio
- Pays d'origine :  Finlande
- Format : Eastmancolor - 1,85:1 - Dolby Stéréo - 35 mm
- Genre : Comédie
- Durée : 78 minutes
- Dates de sortie : 
  - Finlande : 17 mars 1989
  - France : 13 juin 1990

## Distribution
- Matti Pellonpää : Vladimir (Le manager)
- Kari Väänänen : Igor (l'idiot du village)
- Sakke Järvenpää : Leningrad Cowboys
- Heikki Keskinen : Leningrad Cowboys
- Pimme Korhonen : Leningrad Cowboys
- Sakari Kuosmanen : Leningrad Cowboys
- Puka Oinonen : Leningrad Cowboys
- Silu Seppälä : Leningrad Cowboys
- Mauri Sumén : Leningrad Cowboys
- Mato Valtonen : Leningrad Cowboys
- Pekka Virtanen : Leningrad Cowboys
- Nicky Tesco : Le cousin perdu
- Kari Laine : Le chauffeur sibérien
- Jatimatic Ohlstrom : Le père des cowboys
- Jim Jarmusch : Le vendeur de voitures

## Autour du film
Le film a une suite, Les Leningrad Cowboys rencontrent Moïse.